# هينريتش سميت
هينريتش سميت (بالإنجليزية: Heinrich Smit)‏ هو لاعب اتحاد الرغبي ناميبي، ولد في 21 نوفمبر 1990.

## وصلات خارجية
- هينريتش سميت عل موقع إسبنسكروم (الإنجليزية)